# Здание бывшей Александровской гимназии (Гомель)
Здание бывшей Александровской гимназии (бел. Будынак былой Аляксандраўскай гімназіі) — памятник гражданской архитектуры. Архитектурная стилистика здания ориентирована на русский классицизм.

## История
Здание классической гимназии заложено в июне 1897 года в память о российском императоре Александре III. Построено в 1898 году по проекту архитектора С. Шабуневского на углу улиц Новиковской и Могилёвской (современные ул. Карповича и ул. Кирова).
Бронзовая закладная доска на начало работ по возведению гимназии сохраняется в Гомельском областном краеведческом музее.

## Архитектура
Каменное двухэтажное П-образное в плане здание. Крупные членения главного фасада и боковых ризалитов (более высокие помещения на втором этаже) придают зданию монументальность. Парадный вход главного фасада выделенный портиком с элементами коринфского и дорического ордеров и завершённый треугольным фронтоном. Стены, украшенные наличниками, лепными вставками, тягами, меандром, завершён богато декорированным фризом и развитым профилированным карнизом. Окна первого этажа прямоугольные, второго — арочные. Планировка коридорная с односторонним расположением классных помещений. В центральной части по главной оси парадный вестибюль с трёхмаршевой лестницей, вокруг которой классные и административные помещения. В крыле, ориентированном на ул. Кирова, размещались актовая и гимнастические залы. В годы Второй мировой войны здание было частично разрушено. При реконструкции, в боковых крыльях надстроен третий этаж (инженер Г. Ханин).
В здании размещён административно-учебный корпус Белорусского института инженеров железнодорожного транспорта.